# Johann Abraham Peter Schultz
Johann Abraham Peter Schulz (Luneburgo, 31 marzo 1747 – Schwedt/Oder, 10 giugno 1800) è stato un musicista e compositore tedesco.
Oggi è meglio conosciuto come il compositore delle melodie per la poesia "Der Mond ist aufgegangen" di Matthias Claudius e del Canto di Natale Ihr Kinderlein kommet (in italiano "Venite, bambini") di Christoph von Schmid.

## Vita
Schulz frequentò la Michaelis School dal 1757 al 1759 e poi lo Johanneum a Lunenburgo dal 1759 al 1764. Nel 1765 fu allievo del compositore berlinese Johann Kirnberger. Fu impegnato come direttore del Teatro francese a Berlino dal 1776 al 1780 e dal 1780 al 1787 è stato il Maestro di cappella (Kapellmeister) del Principe Enrico di Prussia a Rheinsberg. Prima di tornare a Berlino Schulz, servì ancora come Maestro di cappella alla Corte di Copenaghen dal 1787 al 1795.
Schulz scrisse opere, musiche di scena, oratori, cantate e sia pezzi per pianoforte che canzoni popolari. Inoltre, ha anche scritto articoli sulla teoria musicale dell'Allgemeinen Theorie der schönen Künste, opera in quattro volumi di Johann Georg Sulzer (1720-1779).

## Opere maggiori

### Per pianoforte
- Sechs Klavierstücke, Op. 1, 1778
- Sonata, Op. 2, 1778

### Lieder
- Gesänge im Volkston, 1779
- Lieder im Volkston, 1782, 1785, 1790.

### Opere
- Clarissa, operetta, Berlino 1775
- La fée Urgèle, Comédie mêlée d'ariettes (Commedia con ariette), 1782
- Aline, reine de Golconde, Rheinsberg 1787
- Høstgildet, Syngespil, Copenaghen 1790
- Indtoget, Syngespil, Copenaghen 1793
- Peters bryllup, Syngespil, Copenaghen 1793

### Musica di accompagnamento
- Musica per Atalia (Racine) di Jean Racine, Rheinsberg 1785

### Musica da chiesa
- Maria und Johannes, 1788
- Kristi død, 1792
- Des Erlösers letzte Stunde, 1794
- 4 Hymns, 1791–1794